# Port McNeill
Port McNeill è un comune (town) del Canada, situato in Columbia Britannica, nel distretto regionale di Mount Waddington.